# Eois nacara
Eois nacara är en fjärilsart som beskrevs av William Schaus 1901. Eois nacara ingår i släktet Eois och familjen mätare. Inga underarter finns listade i Catalogue of Life.